# Portrait de Zélie Courbet
Portrait de Zélie Courbet – ou Pastiche florentin – est un tableau réalisé par le peintre français Gustave Courbet vers 1842. Cette huile sur toile est un portrait en buste de la sœur de l'artiste, Zélie Courbet, née en 1828. La jeune fille y figure aperçue par son profil droit, ses cheveux tressés remontés en chignon et ornés d'une fine branche de liseron. Don d'une autre sœur du peintre en 1909, l'œuvre est conservée au Petit Palais, à Paris.

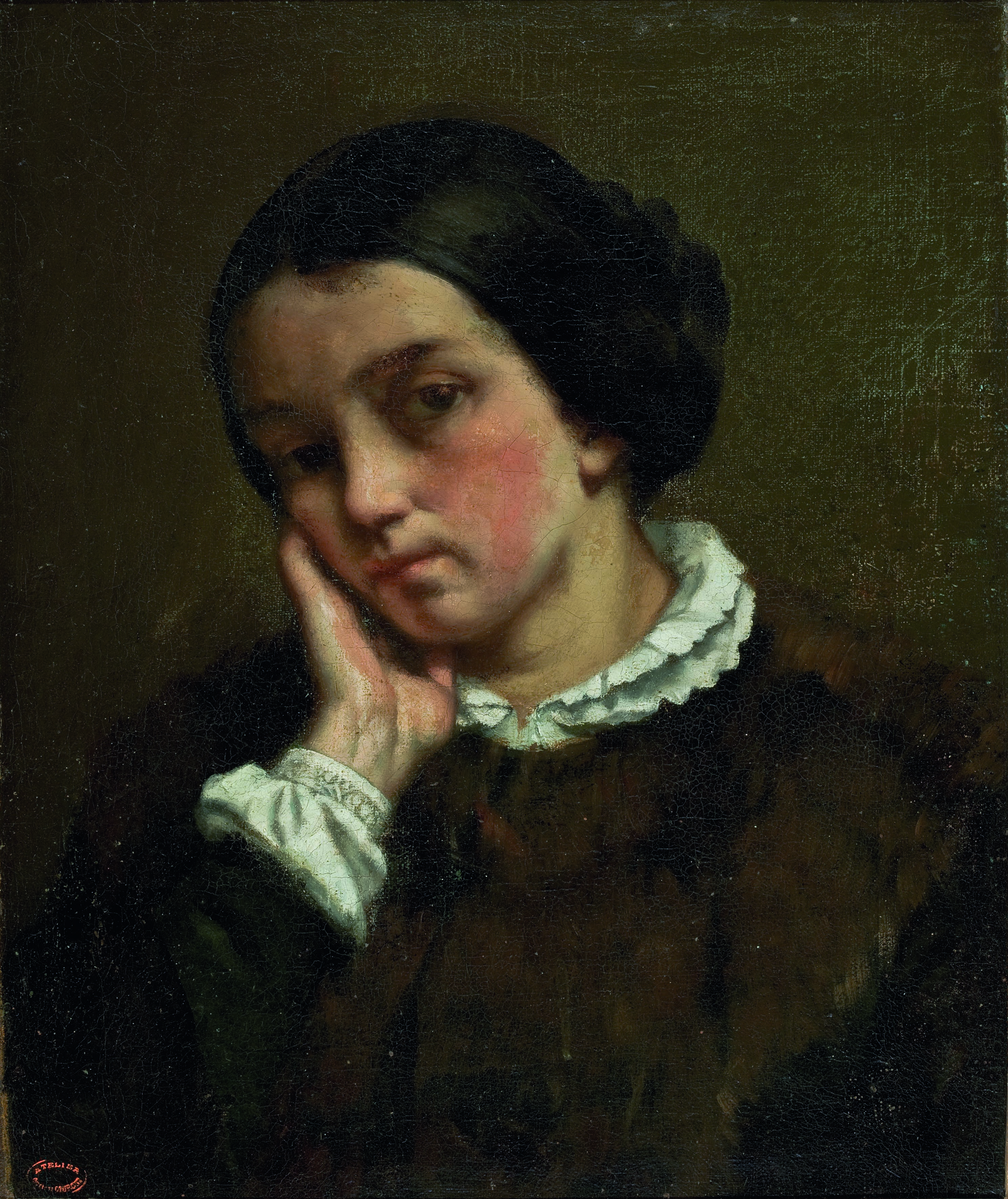
Un autre portrait de Zélie par Gustave Courbet, au musée d'art de São Paulo, à São Paulo, au Brésil.
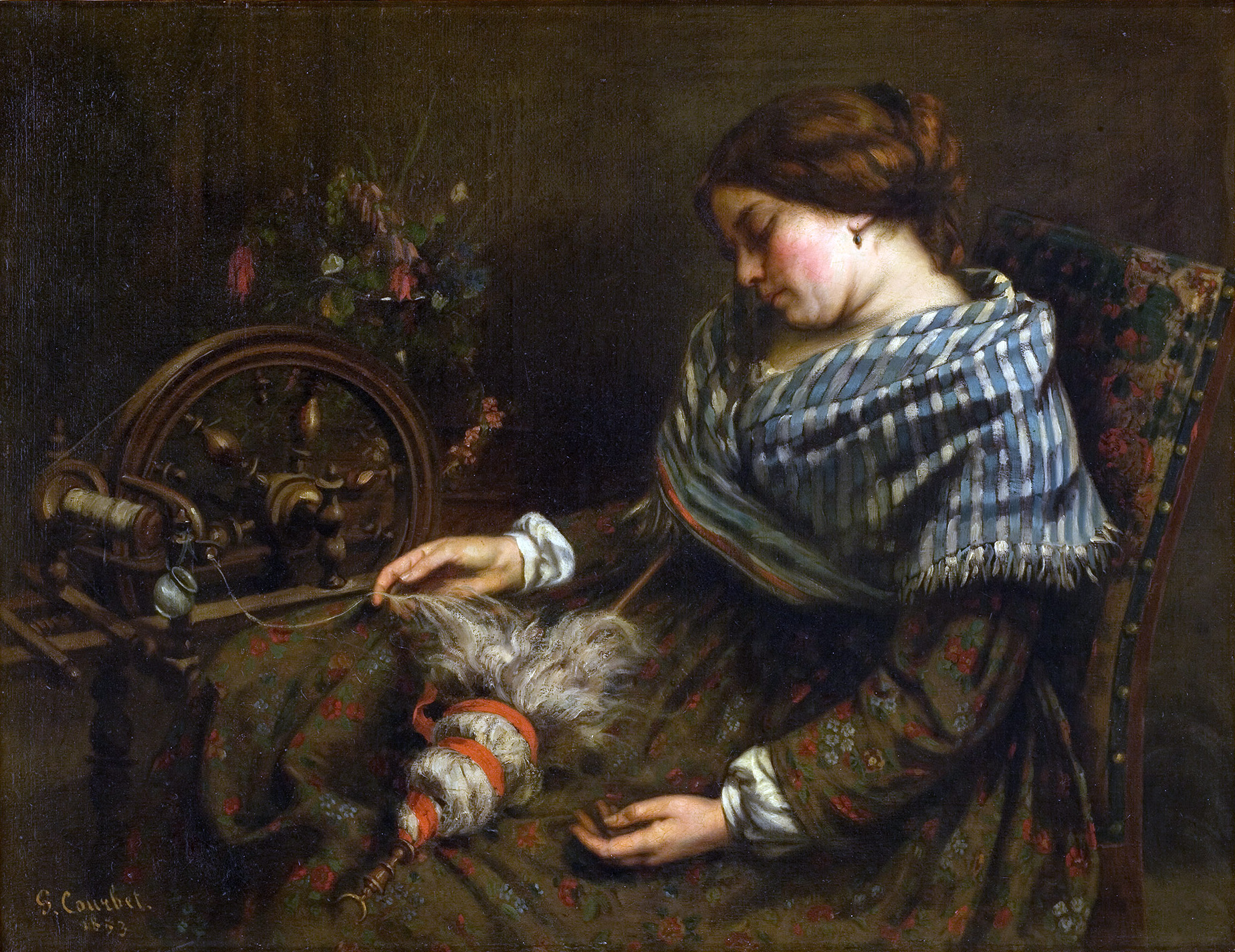
La Fileuse endormie, une autre toile de Gustave Courbet dont Zélie a très certainement été le modèle, au musée Fabre, à Montpellier.